# Australian National Aviation Museum
Le Australian National Aviation Museum est un musée aéronautique situé sur l'aéroport « Harry Hawker » de Moorabbin, près de Melbourne.

## Aéronefs exposés
- Auster J/1B Aiglet « VH-ACY » : en exposition à Moorabbin.
- Avro 694 Lincoln « RF342 » : prêté à la Nouvelle-Zélande.
- BA Swallow (en) « VH-UUM » : stocké à Moorabbin.
- Bristol 152 Beaufort « A9-13 » : en exposition à Moorabbin.
- Bristol 156 Beaufighter « A8-328 » : en exposition à Moorabbin.
- Bristol Sycamore « A91-1 » : stocké à Moorabbin.
- Bristol 170 Freighter « VH-ADL » : en exposition à Moorabbin.
- CAC CA-1 Wirraway « A20-10 » : en exposition à Moorabbin.
- CAC CA-6 Wackett « A3-22 » : stocké à Moorabbin.
- CAC CA-12 Boomerang « A46-25 »
- CAC CA-25 Winjeel « A85-418 » : stocké à Moorabbin.
- CAC CA-27 Sabre « A94-989 » : en exposition à Moorabbin.
- CAC CA-28 Ceres « VH-WOT » : en exposition à Moorabbin.
- English Electric Canberra « A84-226 » : en exposition à Moorabbin.
- Consolidated PBY Catalina « A24-88 » : stocké à Moorabbin.
- Cessna 310 « VH-AER »
- Curtiss P-40E Kittyhawk « A29-53 »
- Dassault Mirage IIIO « A3-45 » : en exposition à Moorabbin[1].
- De Havilland DH.60 Gypsy Moth « VH-UKV » : en exposition à Moorabbin.
- De Havilland DH.82A Tiger Moth « A17-377 » : en exposition à Moorabbin.
- De Havilland DH.112 Sea Venom « N4-901 » : en exposition à Moorabbin.
- Desoutter II « VH-UPR » : en exposition à Moorabbin.
- Douglas DC-2 « A30-9 » : stocké à Moorabbin.
- Douglas DC-3 « VH-ANH » : en exposition à Moorabbin, en cours de restauration.
- Douglas DC-9 Simulator : en exposition à Moorabbin.
- Duigan biplan (en) (réplique) : en exposition à Wagga Wagga.
- Fairey Firefly « WD827 » : en exposition à Moorabbin.
- Fairey Gannet « XG789 » : en exposition à Moorabbin.
- GAF Jindivik « A94-492 » : en exposition à Moorabbin.
- Gloster Meteor « T7 A77-707 » : en exposition à Moorabbin.
- Miles M.38 Messenger « VH-AVQ » : en exposition à Moorabbin.
- Percival Proctor « VH-AUC » : en exposition à Moorabbin.
- Southern Cross Aviation SC-1 « VH-SCA » : stocké à Moorabbin.
- Vickers Viscount « VH-TVR » : en exposition à Moorabbin.
- Victa Airtourer « VH-BWI » : en exposition à Moorabbin[2]..

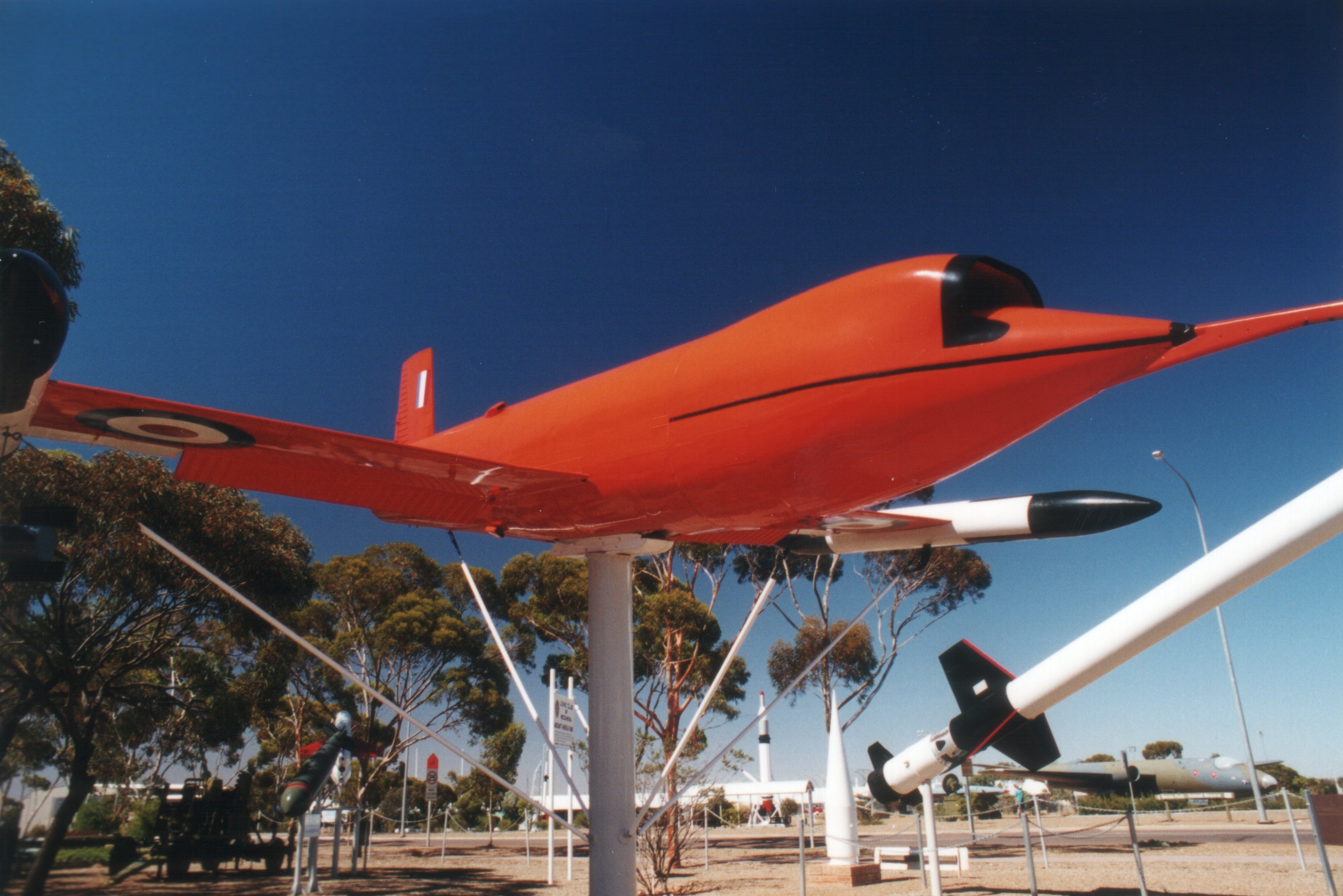
GAF Jindivik du musée de Woomera

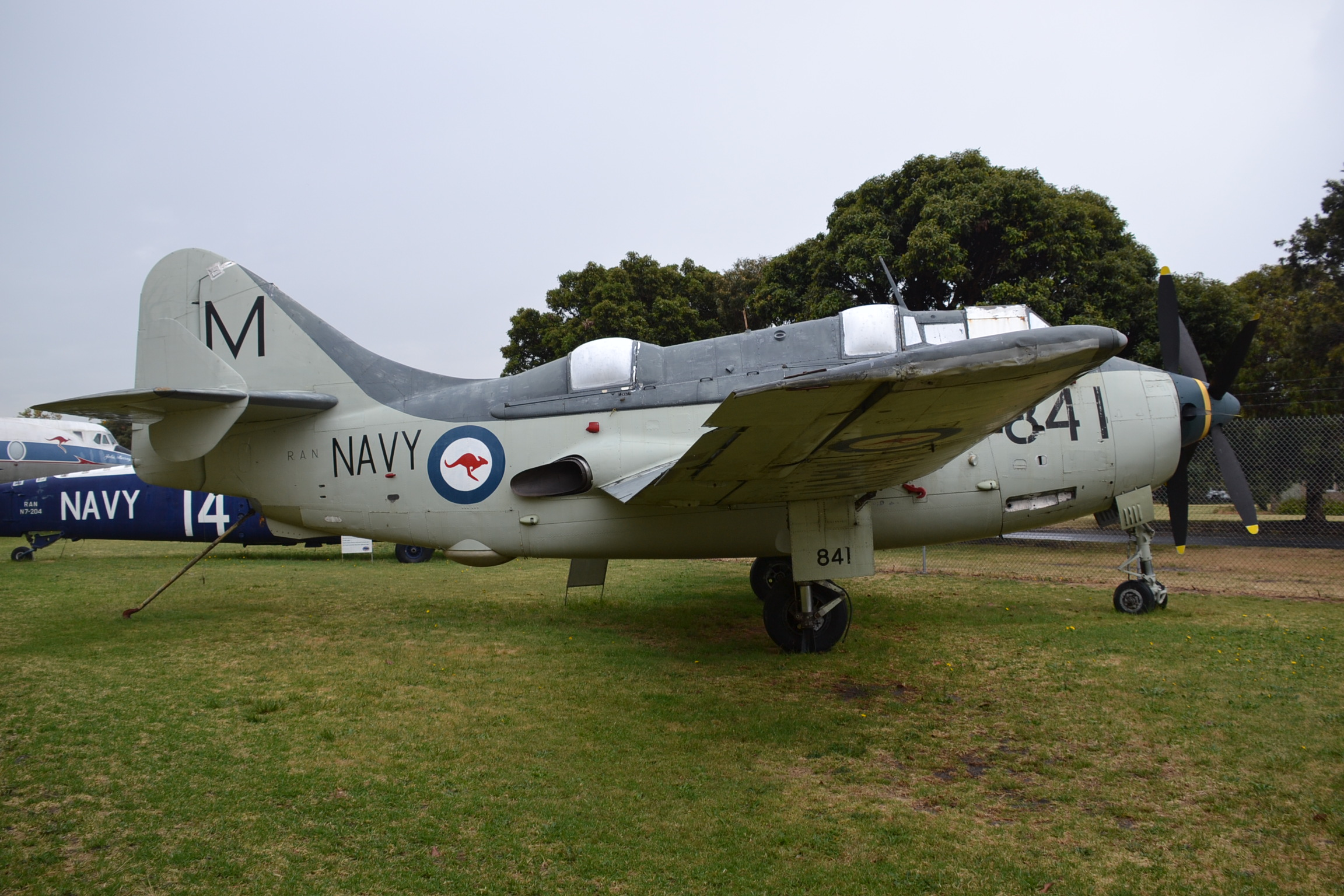
Fairey Gannet de la Royal Australian Navy